# Directorio de Inteligencia Militar
El Directorio de Inteligencia Militar (en hebreo: אגף המודיעין‎ Agaf Hamodiín), más conocido por sus siglas AMAN (אמ"ן), es el servicio de inteligencia de las Fuerzas de Defensa de Israel (FDI).

## Descripción
El Directorio fue creado en 1950, cuando el Departamento de Inteligencia fue separado del Estado Mayor de las FDI, reuniendo a la mayor parte de los antiguos miembros del Servicio de Inteligencia de la Haganá. AMAN es un servicio independiente que no forma parte del Ejército de Israel, la Marina de Israel o la Fuerza Aérea Israelí. Tiene una plantilla de 7000 efectivos, siendo actualmente dirigido por el General Hertzi HaLevi.
El director del AMAN es un oficial de inteligencia que ostenta el rango de Mayor General en las FDI (en la escala compacta del escalafón militar israelí es el más alto por debajo del Ramatcal) y participa en decisiones de inteligencia y formulación de políticas al mismo nivel que los jefes del Shabak y el Mosad. En conjunto, estas tres organizaciones forman la comunidad de inteligencia de Israel, siendo AMAN el más grande de las tres (considerablemente).
El objetivo de AMAN se centra en principio en la inteligencia militar doméstica (incluyendo los territorios ocupados palestinos), como también hacer frente a la inteligencia de los países extranjeros. Está formado por grandes unidades de SIGINT (ELINT, COMINT, FISINT), informática (Descifrado, Ciberinteligencia), investigación e incluso HUMINT. Sayeret Matkal, de las unidades de élite más célebres de Israel, pertenece a este Directorio (si bien recibe sus órdenes directamente del Ramatcal y del gobierno). En 2000 se llevó a cabo una reorganización de las unidades de inteligencia, creando el Cuerpo de Reconocimiento, Inteligencia y Combate, perteneciente al Ejército y no a AMAN, el cual se encarga de las operaciones sobre el terreno que solían ser competencia de algunas unidades de AMAN, pero que históricamente estaban integradas en las fuerzas y unidades de combate.

## Unidades
- Unidad 8200
- Unidad Hatzav

### Investigación
- Departamento de Investigación (Aman)

### Seguridad de la información
- El Censor Militar Israelí (forma parte de Aman, pero es una unidad independiente, no está subordinado a ningún control militar ni político, solo está subordinado al poder judicial y al parlamento.
- Departamento de Información de Seguridad.

### Otras unidades
- Departamento de Supervisión.
- Departamento de Relaciones Externas.
- Sayeret Matkal.
- Dirección de Inteligencia del Aire: la unidad de inteligencia de la Fuerza Aérea de Israel.
- Departamento de Inteligencia Naval: la unidad de inteligencia de la Armada de Israel.
- Cuerpo de Inteligencia de Campo: la unidad de inteligencia del Cuartel General del Ejército de Israel.

Las unidades de inteligencia de los mandos regionales: 
- Central
- Norte
- Sur
- Mando del Frente Doméstico

## Funciones y competencias
El Cuerpo de Inteligencia (Israel) (חיל המודיעין), dirigido por un General de Brigada, se ha desprendido de Aman desde la guerra de Yom Kipur, pero permanece bajo su jurisdicción.
En 1976, según la Enciclopedia de Seguridad Nacional, algunas de las principales funciones de Aman consistió en:
- Evaluación de la política de seguridad, la planificación militar y la política de seguridad , y la fluida difusión de la inteligencia de las FDI y los organismos gubernamentales.
- Seguridad a nivel del Estado Mayor General (Matkal: מטכ"ל).
- Seguridad sobre el terreno en general (a todos los niveles).
- El funcionamiento de la censura militar.
- Dibujo de mapas, proporcionando la dirección y supervisión para la difusión de los mapas.
- El desarrollo de «medidas especiales» para el trabajo de inteligencia.
- El desarrollo de la doctrina de inteligencia en los ámbitos de la investigación, recopilación y seguridad sobre el terreno.

Personal responsable de los agregados militares en el extranjero.

## Directores Aman
(1948-1950, Departamento de Inteligencia)
- 1948-1949 - Isser Be'eri
- 1949-1950 - el coronel Jaim Herzog
- 1950-1955 - el coronel Benjamín Gibli
- 1955-1959 - el mayor general Harkabi Yehoshafat
- 1959-1962 - el mayor general Jaim Herzog
- 1962-1963 - el mayor general Meir Amit
- 1964-1972 - el mayor general Aharon Yariv
- 1972-1974 - el mayor general Eli Zeira
- 1974-1978 - el mayor general Shlomo Gazit
- 1979-1983 - el mayor general Saguy Yehoshua
- 1983-1985 - el mayor general Ehud Barak
- 1986-1991 - el mayor general Amnon Lipkin-Shahak
- 1991-1995 - el mayor general Uri Saguy
- 1995-1998 - el mayor general Moshé Yalón
- 1998-2002 - el mayor general Amos Malka
- 2002-2006 - el mayor general Aharon Zeevi-Farkash
- 2006–2010 - el mayor general Amos Yadlin
- 2010–2014 - el mayor general Aviv Kokhavi
- 2014– 2018 - el mayor general Hertzi Halevi
- 2018-2021 - el mayor general Tamir Haiman
- 2021-2024 - el mayor general Aharon Havila[1]